# 라틴 황제
라틴 황제(라틴어: Imperatorum Latinorum, 프랑스어: Empereurs latins de Constantinople)는 콘스탄티노폴리스의 라틴 제국을 통치하는 군주이다. 

## 실효 지배
- 라틴 제국의 보두앵 1세 (1204–1205)
- 라틴 제국의 앙리 (1206–1216), 보두앵의 동생
- 욜랑드 드 에노
  - 라틴 제국의 피에르 (1216–1217), 욜란다의 남편
- 라틴 제국의 로베르 (1219–1228), 1221년에 제위에 오름, 피에르와 욜란다의 아들
- 보두앵 2세 (1228–1261), 1240년에 제위에 오름, 1273년 죽음, 로베르의 동생
  - 브리엔의 장, 보두앵 2세의 섭정 (1229–1237), 보두앵 2세의 장인

## 같이 보기
- 로마 황제 목록
- 동로마 황제